# 川棚村
川棚村（かわたなそん）は、山口県豊浦郡にあった村。現在の下関市豊浦町大字川棚にあたる。

## 地理
- 海洋 ： 響灘
- 山岳 ： 笠ヶ岳、立石山、石堂山、浄天山

## 歴史
- 1889年（明治22年）4月1日 - 町村制の施行により、近世以来の川棚村が単独で自治体を形成。
- 1955年（昭和30年）4月1日 - 豊西村・黒井村および宇賀村の一部（大字宇賀）と合併して豊浦町が発足。同日川棚村廃止。

## 交通

### 鉄道路線
- 日本国有鉄道
  - 山陰本線
    - 川棚温泉駅